# B ZONE
주식회사 B ZONE(株式会社B ZONE, Being, Inc.)은 일본의 음반사이다.
1978년 도쿄도 미나토구에 설립된 음반 제작 회사로, 빙 그룹이라 불리는 기업집단이다. 기자 스튜디오와 버밀리온 레코드 등 약 60여 사의 산하 기업으로 구성되었으나, 현재는 주식회사 빙을 중심으로 40여개의 주요 기업으로 통합되었다.
2023년 4월 4일 「주식회사비잉」(株式会社ビーイング)에서 「주식회사B ZONE」(株式会社B ZONE)으로 상호 변경하였다.

## 소속 음악가

### 빙

#### 버밀리온 레코드
- B'z
  - 이나바 코시
  - 마츠모토 타카히로

#### 비그램 레코드
- ZARD
- 비비퀸즈

#### 노던 뮤직
- 쿠라키 마이
- 시즈쿠사 유미

#### 자인 레코드
- 브레이커즈
  - 다이고
- 류

### 화이트 카페
- 안 카페

### 기자 스튜디오

#### J-pop
- 가넷 크로우
- 시카고 푸들
- doa